# Tenrec musaranya de Taiva
El tenrec musaranya de Taiva (Microgale taiva) és una espècie de tenrec musaranya endèmica de Madagascar. Els seus hàbitats naturals són els boscos humits de terres baixes tropicals o subtropicals i els montans tropicals i subtropicals. Està amenaçat per la pèrdua d'hàbitat.